# Mercado de Ruzafa
El mercado de Ruzafa (en valenciano: Mercat de Russafa) se encuentra ubicado en la plaza Barón de Cortes de Pallás sin número de la ciudad de Valencia (España). El edificio, fue concebido y realizado por el arquitecto Júlio Bellot Senet en el año 1957.

## Edificio
Es un mercado de titularidad municipal y uno de los monumentos más característicos del barrio valenciano de Ruzafa. Fue proyectado por el arquitecto Júlio Bellot Senet, junto con el entonces Arquitecto Jefe de los servicios de Arquitectura del Ayuntamiento de Valencia, Javier Goerlich Lleó, según acuerdo del ayuntamiento de 1954. Las obras se inician finales de mayo de 1957 y se inaugura oficialmente en junio de 1962. Se destinó a cubrir las crecientes necesidades del barrio de Ruzafa de Valencia. Se encuentra situado en el núcleo de la barriada de Ruzafa, frente a la iglesia barroca de San Valero y San Vicente Mártir. 
Su estructura es de hormigón armado con vigas también de hormigón. Son características sus cuatro fachadas con distintos colores en cada una de ellas en forma de degradado o paleta de color. Los colores fueron añadidos tras la última rehabilitación del edificio a mediados de la década de los 2000. 
En la actualidad posee 4780 m² de espacio y 160 puestos. Es el segundo mercado más grande de la Comunidad Valenciana después del mercado Central de Valencia. Está rehabilitado y dotado de comercios y establecimientos dedicados a la alimentación y un bar en el interior.